# 氟代亚硫酸钾
氟代亚硫酸钾是一种无机化合物，化学式为KSO2F。

## 制备
氟代亚硫酸钾可由氟化钾和二氧化硫在反应釜中反应得到，或者在二氧化硫气氛中研磨氟化钾生成。实验室里也可用氟化钾和二氧化硫在二甲基亚砜或环丁砜溶剂中反应定量生成，但反应需保持无水。
KF + SO2 → KSO2F

## 性质
它可以在温和条件下将硼、磷、硫的氯化物转化为氟化物。它和(NPCl2)n（n=3或4）反应（120~125 °C）时，会将环上的氯逐步取代为氟，最终得到(NPF2)n。
(NPCl2)n + 2n KSO2F → (NPF2)n + 2n KCl + 2n SO2↑
它可以被氯气氧化为磺酰氟氯：
KSO2F + Cl2 → SO2ClF + KCl